# Высота (география)

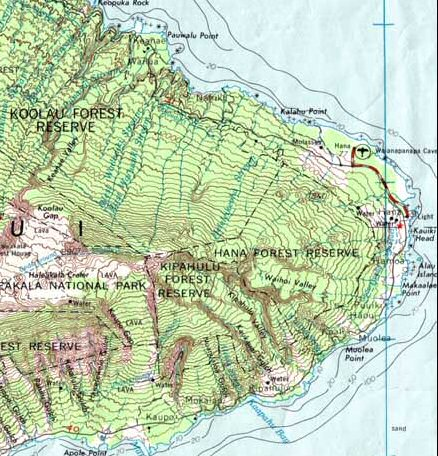
Пример топографической карты с изогипсами и отметками высот. Вулкан Халеакала, о. Мауи

Высота какой-либо географической точки — её расстояние по отвесной линии от уровня отсчёта. Значение высоты точки называется её отметкой.
Различают абсолютные и относительные высоты:
- абсолютная высота (высота над уровнем моря) отсчитывается от среднего уровня моря или океана (в частности, в бывшем СССР — от уровня Балтийского моря);
- относительная высота (превышение) отсчитывается от какого-либо условного уровня, принятого в данном случае за нулевой.

Определение разницы высот называется нивелированием.
Для объектов в воздухе иногда используют геопотенциальную высоту (отсчитываемую от уровня моря, но немного отличающуюся от абсолютной); см. также высота полёта. Высоту в обычном понимании (в отличие от геопотенциальной, угловой и др.) называют геометрической.
Реже высоту измеряют относительно центра Земли. Интересно, что из-за полярного сжатия Земли идентификация самой высокой горы планеты становится неоднозначной. Самая высокая точка Земли над уровнем моря — это вершина Эвереста, а самая удалённая точка от центра Земли — вершина вулкана Чимборасо.

## Карты и геоинформационные системы
На топографических картах высоты местности показываются обычно с помощью изогипс (линий равных высот) и отметок высот характерных точек местности.
В географических информационных системах (ГИС) цифровые модели высот (digital elevation model) используются в виде растеризованного множества. Также они могут быть представлены в виде цифровой модели поверхности (digital terrain model).